# Oniticellus pictus
Oniticellus pictus är en skalbaggsart som beskrevs av Hausmann 1807. Oniticellus pictus ingår i släktet Oniticellus och familjen bladhorningar. Inga underarter finns listade i Catalogue of Life.